# Tenuiphantes fulvus
Tenuiphantes fulvus là một loài nhện trong họ Linyphiidae.
Loài này thuộc chi Tenuiphantes. Tenuiphantes fulvus được Jörg Wunderlich miêu tả năm 1987.